# 小叶半脊荠
小叶半脊荠（学名：Hemilophia rockii）为十字花科半脊荠属下的一个种。

## 扩展阅读
- 維基物種上的相關：小叶半脊荠